# خربة عواد
خربة عواد
قرية سورية في محافظة السويداء تقع في جنوب المحافظة على الحدود الأردنية. تبعد 48 كيلو متر عن مدينة السويداء، يبلغ عدد سكانها 500 نسمة وهم من الطائفة الدرزية وينتسبون لعائلة غرز الدين. بسبب وقوع القرية في أقصى جنوب المحافظة انتقل العديد من السكان إلى مدينة السويداء وإلى قرية المغير - والتي تعد أقرب القرى لها - بسبب بعدها عن مركز المحافظة والمدينة.
يعمل بعض السكان بالزراعة والبعض يعمل في دول الاغتراب، قامت الحكومة السورية بحفر بئر ماء مجاني. ممّا سهّل العمل واتساع رقعة الأراضي الزراعية. يوجد بالقرية مدرسة ابتدائية ومستوصف ومخفر شرطة.